# Байчик, Анна Витальевна
Анна Витальевна Байчик (род. 1977, Ленинград) — победительница конкурса Мисс Россия 1993. Сейчас — доцент, старший преподаватель кафедры международной журналистики, доктор политических наук (2022).

## Биография
Родилась в 1977 году в Ленинграде. Окончив среднюю школу № 20 Невского района, училась в 1994—2000 в СПбГУ, на факультете журналистики (ОЗО). Работала на телевизионной студии «Новоком»: журналист, редактор и др.

### Конкурсы красоты
Будучи студенткой, выиграла конкурс «Лицо шейпинга 93». Федерация шейпинга Санкт-Петербурга, полагая, что у неё есть все шансы попробовать свои силы на новом уровне, направила Анну на конкурс Мисс Россия’93, выиграв который, она со своей мамой отправилась в путешествие на Майами-Бич.
В 1997 году Анна поехала на конкурс Мисс Вселенная. Её выступление не было столь успешным.

### Дальнейшая жизнь
В настоящее время (с 2002 года) Анна Байчик преподаёт основы творческой деятельности журналиста на кафедре теории журналистики в СПбГУ. В 2005 году защитила кандидатскую диссертацию по теме «Политическая стратегия транснациональных корпораций СМИ в процессе глобализации информационного пространства».
Является автором ряда статей и методических указаний по общепрофессиональным и специальным дисциплинам.
Замужем за директором Института «Высшая школа журналистики и массовых коммуникаций» этого же вуза, Анатолием Пую. Сын — Степан.